# Accordo Giappone-Corea dell'agosto 1905
L'accordo Giappone-Corea dell'agosto 1905 fu stipulato tra l'Impero del Giappone e l'Impero coreano nel 1905. I negoziati si conclusero il 13 agosto 1905.

## Disposizioni dell'accordo
Questo accordo concedeva alle navi giapponesi il permesso di navigare nelle acque costiere e in quelle interne della Corea.
Il preambolo dell'accordo affermava che l'inviato straordinario e ministro plenipotenziario di Sua Maestà l'Imperatore del Giappone e il ministro di Stato per gli affari esteri di Sua Maestà l'Imperatore della Corea erano "rispettivamente debitamente autorizzati" a negoziare e a concordare il linguaggio specifico dell'accordo. L'accordo prevedeva:
- Articolo 1 - Le navi giapponesi saranno libere di navigare lungo le coste e nelle acque interne della Corea a fini commerciali, conformemente alle disposizioni del presente accordo, che tuttavia non si applica alla navigazione tra i porti aperti.
- Articolo 2 - Le licenze devono essere ottenute per tutte le navi giapponesi da impiegare nella navigazione delle coste e delle acque interne, previa comunicazione alla Dogana coreana, tramite i funzionari consolari giapponesi, dei nomi e della residenza dei proprietari, dei nomi, dei tipi e della capacità di carico delle navi, nonché dei limiti entro i quali tali navi devono navigare. Le licenze sono disponibili per un anno dalla data del loro rilascio.
- Articolo 3 - Al ricevimento delle licenze, le tasse devono essere pagate alla Dogana coreana...
- Articolo 4 - Le navi giapponesi possono navigare liberamente entro i limiti specificati, ma non possono dirigersi verso luoghi che non si trovino in territorio coreano, salvo in caso di condizioni meteorologiche avverse o altre emergenze, o nel caso in cui sia stato ottenuto un permesso speciale dalla Dogana coreana.
- Articolo 5 - Le licenze devono essere tenute a bordo delle navi durante il viaggio e devono essere mostrate ogni volta che ne viene fatta richiesta dalla Dogana coreana, dai funzionari locali della Corea o dai capi villaggio debitamente autorizzati da tali funzionari locali.
- Articolo 6 - Gli armatori giapponesi hanno la facoltà di affittare terreni per costruire magazzini nei luoghi in cui le loro navi fanno scalo. Tali armatori possono anche costruire moli o banchine sulle rive e sulle coste con il permesso della Dogana coreana.
- Articolo 7 - In caso di infrazione del presente accordo da parte di una nave giapponese, la Dogana coreana può confiscare la licenza di tale nave o rifiutare di rilasciarne una nuova, se l'infrazione risulta, a seguito di un esame, di natura grave.
- Articolo 8 - Quando una nave giapponese, o il suo equipaggio, viola le disposizioni del presente accordo o di altri trattati, o quando un membro dell'equipaggio commette un reato, i funzionari consolari giapponesi tratteranno il caso in conformità con le disposizioni dei trattati e delle leggi del Giappone.
- Articolo 9 - Il presente accordo rimarrà in vigore per un periodo di quindici anni a partire dalla data della sua firma e, dopo la scadenza di tale periodo, potranno essere presi ulteriori accordi di comune accordo.

— Hayashi Gonsuke, Inviato Straordinario e Ministro Plenipotenziario (datato 13º giorno dell'8º mese del 38º anno Meiji)
— Yi Ha-yeong, Ministro degli Affari Esteri (datato 13º giorno dell'8º mese del 9º anno di Gwangmu)

## Rescissione dell'accordo
I coreani tentarono più volte di far invalidare le conseguenze indesiderate dell'accordo, presentando alla comunità internazionale prove del fatto che esso era stato imposto coercitivamente. Per esempio: 
- nel 1905 l'imperatore Gojong scrisse personalmente ai capi di Stato dei paesi che avevano stipulato trattati con la Corea; il governo coreano presentò appelli formali e inviò comunicazioni formali[3], ma questi gesti diplomatici furono inutili;
- nel 1907, in quello che a volte viene chiamato "l'affare degli emissari segreti dell'Aia", gli emissari coreani cercarono senza successo di ottenere assistenza internazionale alle Convenzione dell'Aia del 1907[5];
- nel 1921 i rappresentanti coreani tentarono di ottenere un'udienza alla Conferenza navale di Washington del 1921[6], ma gli sforzi risultarono inefficaci.

Questo accordo è stato confermato come "già nullo" dal trattato di normalizzazione dei rapporti tra Corea del Sud e Giappone concluso nel 1965. Nel 2010 il Giappone ha sostenuto che il punto di riferimento cronologico per "già nullo" fosse il 15 agosto 1948, quando fu istituito il governo della Repubblica di Corea. Questo punto di vista è contestato dall'analisi coreana, che interpreta il trattato del 1965 come il riconoscimento della nullità di tutti i trattati e gli accordi nippo-coreani dal 1904 in poi.